# Lesueuria hyboptera
Lesueuria hyboptera is een ribkwal uit de familie Bolinopsidae. 
De wetenschappelijke naam van de soort werd in 1865 gepubliceerd door Alexander Agassiz.